# Galeommatidae
Famille
Les Galeommatidae forment une famille de mollusques bivalves, de l'ordre des Veneroida.

## Liste des genres
Selon World Register of Marine Species (3 août 2015) :
- genre Achasmea Dall, Bartsch & Rehder, 1938
- genre Aclistothyra McGinty, 1955
- genre Aenictomya Oliver & Chesney, 1997
- genre Ambuscintilla Iredale, 1936
- genre Amphilepida Dall, 1899
- genre Austrodevonia Middelfart & Craig, 2004
- genre Bellascintilla Coney, 1990
- genre Chlamydoconcha Dall, 1884
- genre Cicatella Laseron, 1956
- genre Coleoconcha Barnard, 1964
- genre Cymatioa S.S.Berry, 1964
- genre Divariscintilla Powell, 1932
- genre Duoconclavis Middelfart, 2005
- genre Ephippodonta Tate, 1889
- genre Ephippodontomorpha Middelfart, 2005
- genre Fastimysia Iredale, 1929
- genre Galeomma Turton, 1825
- genre Galeommella Habe, 1958
- genre Halcampicola Oliver, 1993
- genre Hindsiella Stoliczka, 1871
- genre Issina Jousseaume, 1898
- genre Leiochasmea Dall, Bartsch & Rehder, 1938
- genre Lepirodes P. Fischer, 1887
- genre Levanderia Sturany, 1905
- genre Lionelita Jousseaume, 1888
- genre Nudiscintilla Lützen & Nielsen, 2005
- genre Parvikellia Laseron, 1956
- genre Phlyctaenachlamys Popham, 1939
- genre Pileatona Laseron, 1956
- genre Pseudogaleomma Habe, 1964
- genre Pseudokellia Pelseneer, 1903
- genre Pythina Hinds, 1845
- genre Scintilla Deshayes, 1856
- genre Scintillona Finlay, 1926
- genre Scintillula Jousseaume, 1888
- genre Scioberetia F. Bernard, 1895
- genre Solecardia Conrad, 1849
- genre Spaniorinus Dall, 1900 †
- genre Thyreopsis H. Adams, 1868
- genre Troglodytoconcha Middelfart, 2005
- genre Tryphomyax Olsson, 1961
- genre Turquetia Vélain, 1877
- genre Vasconiella Dall, 1899
- genre Vermitexta Laseron, 1956
- genre Virmysella Iredale, 1930
- genre Yamamotolepida Habe, 1976

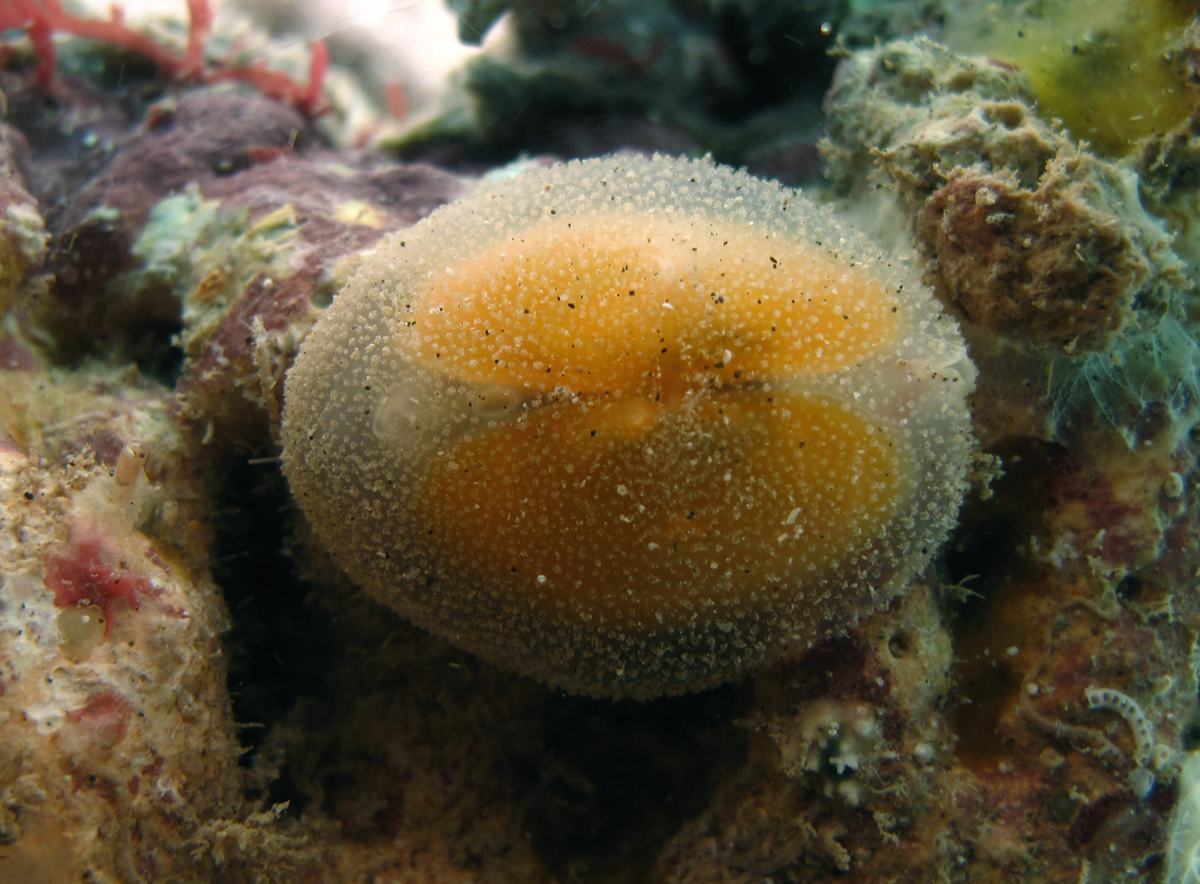
Amphilepida aurantia
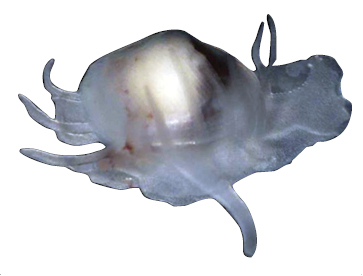
Waldo digitatus